# Bellari jezik
Bellari jezik (ISO 639-3: brw), južnodravidski jezik podskupine tulu, kojim govori oko 1.350 ljudi (1981 census), pripadnici kaste Bellari ili Bellara u indijaskim državama Karnataka, Kerala i Tamil Nadu. 
Srodni su mu tulu [tcy] i korra koraga [kfd]. Porijeklo im je izgleda mundsko, ali je pod tulu utjecajem postao tulu varijantom.

## Vanjske poveznice
- Ethnologue (14th)
- Ethnologue (15th)